# Amerimanga
El amerimanga (アメリマンガ) (también Manga original en idioma Inglés  o OEL manga, en inglés por original English-language manga) es un estilo de historieta que intenta conciliar el manga y el estilo de historieta representado mayormente por artistas estadounidenses, canadienses, europeos, latinoamericanos o asiáticos fuera del triángulo China-Japón-Corea, particularmente Japón.

## Trasfondo
Mientras que Amerimanga es el término más antiguo para referirse a estos trabajos, otros términos son usados en la actualidad, debido a que el término, que es original de los Estados Unidos, se ha expandido mediante el incremento en el número de series que aparecen influenciadas por el manga japonés, pero que son creadas para un público de habla inglesa. Los términos "Western manga" (manga occidental) o "world manga" (manga mundial), tanto como "pseudo-Manga" o "emulation manga" (manga de emulación) son escuchados ocasionalmente como nombres sustitutos, pero el término "OEL MANGA" o "Original English Language Manga" (manga hecho originalmente en lengua inglesa), son más usados comúnmente.
Sin embargo, el «OEL Manga» también ha recibido críticas de algunos sectores. Según algunos otakus occidentales, el término es una contradicción, ya que «manga», siendo una palabra japonesa, significa de forma intrínseca que la historieta es publicada en Japón. Algunas de estas personas se refieren al Amerimanga como manga-influenced comics («historietas influenciadas por el manga»; usualmente abreviado MIC) como una forma de diferenciar el término "manga" de los trabajos realizados fuera de Japón, aunque muchos artistas japoneses reconocen el trabajo hecho en occidente como manga.

## Estilo
El Amerimanga, como su predecesor, comúnmente utiliza un estilo artístico que se caracteriza por los grandes ojos, los pelos exagerados, los tipos de cuerpos, y otros aspectos encontrados en el manga japonés tradicional. Sin embargo, es importante aclarar que el término no se asocia necesariamente con ningún estilo artístico sino una mezcla de ambas.

## Revistas deamerimanga
Poco antes de su cierre, la editorial estadounidense de manga Studio Ironcat publicó una serie de revistas llamada AmeriManga. Algunos de los títulos en la antología fueron movidos a otras publicaciones en otros formatos por otras compañías, las más notables, Dark Horse Comics, CMX Manga y TOKYOPOP.
Otras revistas de amerimanga continúan publicándose hoy en día, incluyendo los títulos estadounidenses de EigoManga, SakuraPakk, RumblePakk, Mangazine y Shoujo. Otras revistas fuera de Estados Unidos del mismo tipo incluyen las revistas británicas MangaMover y Sweatdrop, las australianas Xuan Xuan y Oztaku, y la canadiense Kitsune.

## Ejemplos de Amerimanga
- Los Transformers
- Ninja High School
- Twilight X en Clásico América Anime.
- Megatokyo
- Mangaverse
- Gold Digger
- Death: At Death’s Door
- Dirty Pair
- Speed Racer

### Editoriales de libros
- Antarctic Press Archivado el 6 de enero de 2007 en Wayback Machine.
- Oni Press
- Seven Seas Entertainment
- TOKYOPOP
- Dark Horse Publishing

### Editoriales
- EigoManga - editoriales de las antologías SakuraPakk
- Perfect World Archivado el 5 de diciembre de 2006 en Wayback Machine. - editorial deUnimaga
- Xuan Xuan - Editorial australiana
- Kitsune Archivado el 21 de marzo de 2018 en Wayback Machine. - Editorial canadiense

- Datos: Q470137